# كيسوكي أوتا (لاعب كرة قدم مواليد 1981)
كيسوكي أوتا (باليابانية: 太田 圭輔) (23 يوليو 1981 في اليابان – )؛ هو لاعب كرة قدم ياباني سابق كان يلعب كلاعب وسط.

## وصلات خارجية
- كيسوكي أوتا (1981) على موقع رابطة كرة القدم اليابانية للمحترفين (اليابانية)
- كيسوكي أوتا (1981) على موقع قاعدة بيانات كرة القدم.إي يو (الإنجليزية)
- كيسوكي أوتا (1981) على موقع Soccerway.com (الإنجليزية)
- كيسوكي أوتا (1981) على موقع عالم كرة القدم.نت (الإنجليزية)